# Simona Cerutti
Simona Cerutti (née le 24 septembre 1954[réf. nécessaire]) est une historienne moderniste italienne. 
Depuis 2001, elle enseigne en France où elle est directrice d'études à l'École des hautes études en sciences sociales.
Elle est spécialiste de l'histoire des hiérarchies sociales dans les sociétés d'Ancien Régime.

## Biographie

### Formation et premiers travaux en Italie
Simona Cerutti a fait ses études secondaires à Turin. Une fois inscrite à l'université, elle a commencé à travailler au sein de la grande maison d'édition de Turin, Einaudi. Elle y a rencontré Giulio Einaudi, Italo Calvino et Primo Levi.
Simona Cerutti a également suivi les cours de Giovanni Levi, qui l'a initiée à la recherche historique et au dépouillement des archives. Levi coordonnait un réseau de jeunes chercheurs, débutants dans la recherche historique, qui se réunissent chez lui pour des séminaires hebdomadaires de lecture et de discussion de textes.
Dans les années 1980, lorsque Giovanni Levi et Carlo Ginzburg ont commencé leur série « Microstorie », elle a coédité les volumes chez Einaudi (1985-1990). Lorsque, en 1985, elle quitte la maison d'édition et s'inscrit à un doctorat à Paris, elle continue à travailler aux côtés de Levi et de Ginzburg sur cette série. En 1989, elle est devenue co-directrice de l'importante revue d'histoire italienne Quaderni Storici.

### Carrière à Paris
Par la suite, sa vie professionnelle se déroule essentiellement à Paris : elle rejoint l'EHESS pour y relaliser une thèse.
En 1989, Simona Cerutti soutient un doctorat d'histoire, dirigé par Maurice Aymard, à l'EHESS et intitulé « Naissance d'un langage corporatif : identité citadine et métiers. Turin, XVIIe – XVIIIe siècles ». Le texte remanié de cette thèse a été publié aux éditions de l'EHESS l'année suivante.
Ensuite, elle travaille à nouveau avec Ginzburg et dirige une série aux éditions Feltrinelli.
Elle a pu acquérir une expérience internationale, notamment à l'Université de Florence, Cornell (Ithaca, N.Y.), Genève et à l'Université Columbia de New York.
Simona Cerutti travaille au sein du laboratoire de Démographie et Histoire Sociale (LaDéHiS) à l'EHESS.

## Travaux
Simona Cerutti s'intéresse principalement à la recherche sur les classifications et les hiérarchies sociales dans les sociétés de l'époque moderne, avec une attention particulière à l'histoire sociale du droit et à la figure de l'étranger. Ses recherches l'ont souvent conduite à s'intéresser en particulier aux cadres urbains (villes italiennes et européennes).
Elle est responsable d'un groupe de recherche international (« Citoyenneté et propriété au nord et au sud de la Méditerranée, XVIe – XIXe siècles » : 2016-2020), composé d'étudiants engagés dans un projet comparatif sur la citoyenneté au nord et au sud de la Méditerranée. Elle développe une réflexion sur l'avenir de l'histoire sociale et les développements des méthodes micro-historiques.

### La condition d'étranger sous l'Ancien Régime et le droit d'aubaine
Au sein de ses travaux sur les classifications sociales, Cerutti a traité la figure de l'étranger. Ces recherches ont donné lieu à la publication du livre Étranger : étude d’une condition d’incertitude dans une société d’Ancien Régime en 2012.
Pour elle, une des manières efficace d'interroger la situation d'étranger consiste en l'étude des droits de succession, la majorité des étrangers étant privés du droit de transmission de patrimoine. Ainsi, dans le droit féodal, le seigneur disposait du droit d'aubaine qui lui permettait de disposer des biens d'un étranger (l'« aubain »).
En étudiant le droit d'aubaine dans le cadre français et savoyard, Cerutti rappelle tout d'abord que ce droit est un prérogative spécifique à la monarchie française qui « a été interprété comme étant le pivot d’une idéologie et d’une politique de l’État s’arrogeant le monopole de l’attribution des droits de citoyenneté ». Ensuite, elle précise que la toute puissance de l'État dans la succession des étrangers est à nuancer et que ce phénomène de captation n'est pas tant l'expression de la violence royale et de son arbitraire mais la réponse à un besoin social de trouver à chaque héritage, un héritier. Elle montre ainsi que la première étape était celle de la recherche, sincère, d'héritiers légitimes potentiels. La recherche d'héritiers et l'enregistrement de l'héritage permet, par exemple, le paiement d'éventuels créanciers.

« Les interventions des fonctionnaires royaux dans les cas des successions des « étrangers », bien que violentes et précipitées, laissent transparaître les contours d’une demande sociale concernant des garanties de contrôle et de mise en ordre d’une transmission patrimoniale incertaine. À travers ces sources, apparaissaient des traces d’une culture de la propriété et de sa transmission, qui nous est encore largement inconnue. »

— Simona Cerutti
Enfin, elle insiste sur l'importance du droit à l'héritage dans la définition de la citoyenneté, et parle pour le droit d'aubaine de « relations étroites avec l’attribution de la citoyenneté et de la nationalité ».

### Étude des suppliques
En 2022, elle propose à l'EHESS un séminaire intitulé « S’adresser à l’autorité : suppliques, doléances, lettres anonymes en perspective interdisciplinaire ». Effectivement elle s'est intéressé à ces documents où un auteur adresse à une autorité compétente une demande afin d'obtenir une grâce, un avantage ou toute autre type de faveur. Pour l'historienne, une supplique peut renseigner à la fois sur les besoins des individus, leurs rapports à l'autorité et, de manière plus large, à un contexte économique et social singulier.
Dans un article de 2019, l'historien Guillaume Calafat explique que « le nombre considérable de suppliques produites à l’époque moderne, de même que leur présentation très stéréotypée, ne doivent jamais faire oublier qu’elles sont du ressort du « cas », c’est-à-dire d’une requête localisée et de contextes socio-institutionnel et sociopolitique précis d’élaboration ». Il cite le livre sur le sujet de Simona Cerutti et Massimo Vallerani, qui selon, « ont rappelé que la supplique s’inscrit concrètement dans un processus d’évaluation des relations entre le cas et la loi ».

## Ouvrages
- La Ville et les métiers : Naissance d'un langage corporatif (Turin, XVIIe – XVIIIe siècle), Paris, Editions de l'EHESS, 1990, 260 p. (ISBN 2-7132-0954-4)
- (it) Mestieri e privilegi. Nascita delle corporazioni a Torino, secoli XVII-XVIII, Turin, Einaudi, coll. « Microstorie » (no 225), 1992, 279 p. (ISBN 88-06-12895-7)
- (it) Fatti : storie dell'evidenza empirica, Bologne, Il Mulino, coll. « Quaderni storici / no 108 », 2001 (ISBN 88-15-08023-6)
- (it) Giustizia sommaria. Pratiche e ideali di giustizia in una società di Ancien Régime (Torino, XVIII secolo), Milan, Gian Giacomo Feltrinelli Editore, 2003Traduit en français par Guillaume Calafat en 2017
- Etrangers : Etude d’une condition d’incertitude dans une société d’Ancien Régime, Paris, Bayard, 2012, 301 p. (ISBN 978-2-227-48303-3)
- Avec Massimo Vallerani, Suppliques : lois et cas dans la normativité de l'époque moderne, Paris, CRH, 2015 (ISBN 978-2-90845-203-7)
- Justice sommaire : pratiques et idéaux de justice dans une société d'Ancien Régime  (trad. de l'italien par Guillaume Calafat), Paris, Éditions de l'EHESS, 2021 (ISBN 978-2-7132-2881-0)